# Aletschhorn
Ne doit pas être confondu avec Kleines Aletschhorn.
L'Aletschhorn, culminant à 4 194 mètres, est le deuxième sommet en altitude des Alpes bernoises. Il présente un caractère imposant et est réputé pour être le sommet le plus froid des Alpes. À son pied, s'étend le plus grand glacier des Alpes, le glacier d'Aletsch. L'Aletschhorn a la particularité de pouvoir être escaladé à ski au printemps ou pendant la saison estivale en fonction des conditions d'enneigement.
Depuis 2001, l'Aletschhorn fait partie du site Jungfrau-Aletsch-Bietschhorn inscrit sur la liste du patrimoine mondial l'UNESCO.

## Toponymie
Aletschhorn signifie en allemand « dent de l'Aletsch ». Aletsch a donné son nom à un hameau, un alpage, à plusieurs glaciers, un col et à l'Aletschhorn.

## Géographie

### Situation

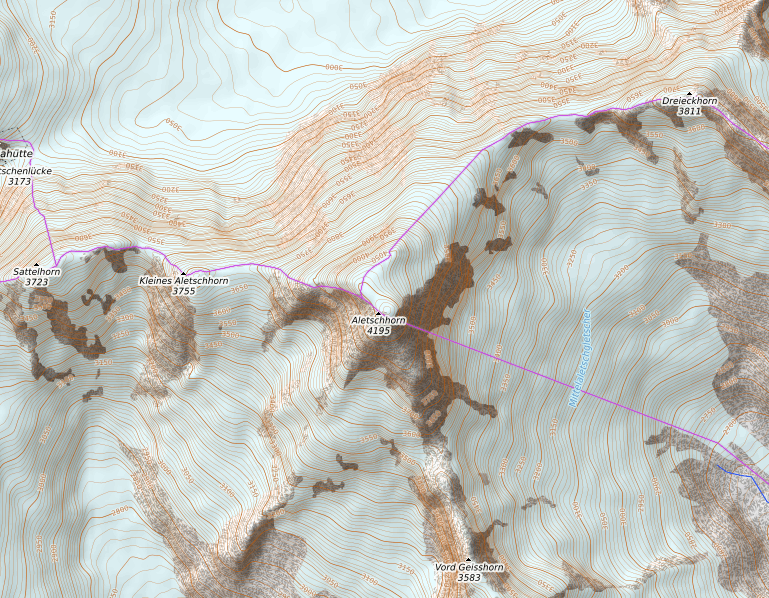
Carte topographique de l'Aletschhorn.

Il est proche de la frontière entre le canton du Valais et le canton de Berne en Suisse mais se trouve entièrement en territoire valaisan dans le district de Brigue.

### Topographie
L'Aletschhorn présente trois faces présentant des caractères bien spécifiques et délimitées par trois arêtes principales, l'arête ouest-nord-ouest, nord-est (qui descend jusqu'à l'Aletschjoch) et l'arête sud-sud-est et une arête secondaire sud-ouest :
- la face nord glaciaire fortement redressée qui domine le glacier du Grosser Aletschfirn de plus de 1 000 m de dénivelé ;
- la face sud-ouest dont le socle est de nature plutôt rocheuse qui domine le glacier de l'Oberaletsch ;
- la face sud-est qui domine le glacier de Mittelaletsch.

### Géologie
Du point de vue géologique, l'Aletschhorn appartient au massif de l'Aar. Le sommet cristallin ancien (gneiss remontant à 1,2 et 2 milliards d'années) repose sur un socle de granite central de l'Aar, plus récent (300 millions d'années).

## Premières ascensions
- 18 juin 1859 : arête nord-est par les guides Johann Joseph Bennen, Peter Bohren et Victor Tairraz et Francis Fox Tuckett.
- 4 juillet 1873 : face nord (éperon Hasler) par les guides Johann Jaun, Christian Lauener et Thomas Middlemore.
- 6 août 1879 : arête sud-ouest par  les guides Louis Liechti, Anton Kummer avec un porteur et Thomas Middlemore.
- 5 juillet 1894 : arête ouest-nord-ouest par les guides Christian Almer, Rudolf Almer, Walter Larden et William Auguste Coolidge.
- 26 janvier 1904 : hivernale de la face Nord (éperon Hasler) par Gustav Adolf Hasler, Fritz. et Adolf Amatter.
- 1918 : ascension à ski via le Mittelalesch par Hans Lauper, F. Egger et H. Rey.
- 1925 : face nord par Kaspar Mooser, Émile-Robert Blanchet et Adolf Rubi.
- 1929 : face sud par Kaspar Mooser, Émile-Robert Blanchet et Linus Pollinger.
- 1935 : face nord (nouvelle voie) par Ludwig Steinauer et H. Hellner.

## Alpinisme

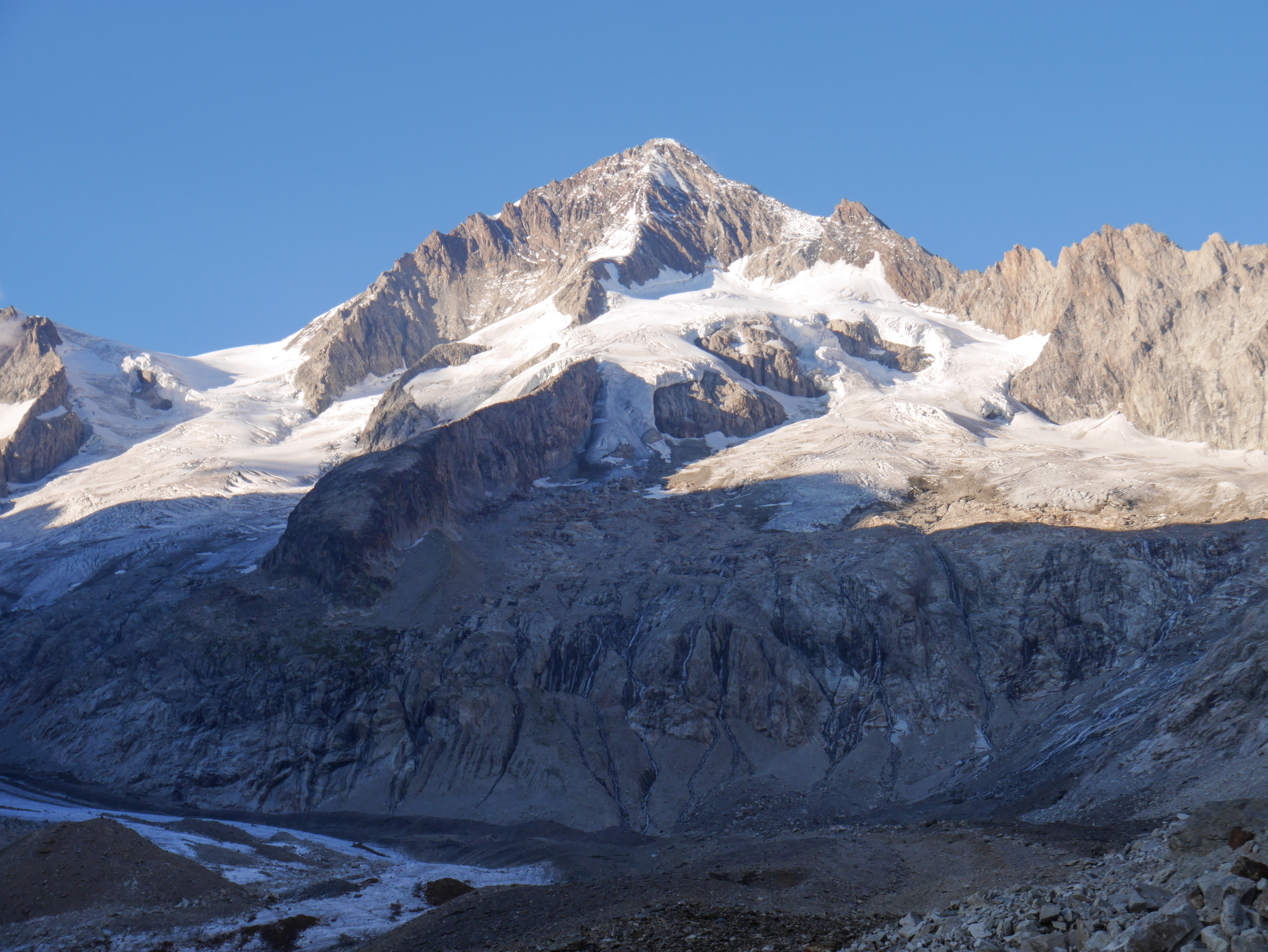
Face sud-ouest de l'Aletschhorn.

L'accès aux différents itinéraires se fait via la vallée du Rhône et le village de Blatten dans le Valais. 
L'Aletschhorn possède deux voies normales : 
- l'arête sud-ouest (AD-) à partir de la cabane de l'Oberaletsch (2 640 m) ;
- l'arête nord-est (AD-) à partir du bivouac du Mittelaletsch (3 013 m), ascension qui peut se faire à ski.

Autres itinéraires classiques :
- traversée est-ouest (AD+) passant par les sommets du Sattelhorn (3 741 m) et le Dreieckhorn (3 810 m) au départ de la cabane Hollandia (3 235 m) ;
- face nord, éperon Hasler (AD+) à partir des cabanes Konkordia (2 850 m) et Hollandia (3 235 m).